# Janusz Gałązka
Janusz Gałązka (ur. 26 kwietnia 1987 w Mińsku Mazowieckim) – polski siatkarz, grający na pozycji środkowego. 
W czasie bycia zawodnikiem w dotychczasowej grze w latach 2022-2024 dla Trefla Gdańsk urodziła mu się córka.

## Sukcesy klubowe
Puchar Challenge:
- 2012

Mistrzostwo I ligi:
- 2013
- 2016, 2021